# Liebherr R 9800
La Liebherr r9800 es una excavadora minera con un peso operativo de 800 toneladas en la versión retro, pero en la versión frontal 810 toneladas. Sus dimensiones son: 21 m de largo por 16 de alto. Actualmente, es la excavadora hidráulica más grande de fabricada por la empresa Liebherr. El Grupo Lego ha convertido el dispositivo en el juego de construcción Technic 42100, que saldrá a la venta en 2019, en colaboración con Liebherr.

## Pala
Tiene una cuchara o pala con una capacidad de 42 m³. La versión retro tiene la misma capacidad que la pala frontal.

## Motor
Tiene dos Cummins QSK 60 con una potencia de 2.984 kW con 32 cilindros y 1800 revoluciones. También hay una versión con motor eléctrico.